# Район Чжабей
Чжабей (кит.: 闸北区;трад. китайська: 閘北區) — район розташований в центрі Шанхая, КНР. Площа району 29,18 км², населення 800,000 чол.

## Географія
Площа району — 29,18 км². Район витягнувся з півночі на південь на 10 км, а з заходу на схід на 3 км. Район Чжабей розташований в центрі міста Шанхай і межує з районом Баошань на півночі та на північному заході, на південному заході з Путо. На півдні кордоном з районом Цзінань та Хуанпу служить річка Сучжоу.